# Луиза Хенриета фон Насау-Саарбрюкен
Луиза Хенриета фон Насау-Саарбрюкен (на немски: Luise Henriette von Nassau-Saarbrücken; * 6 декември 1705; † 28 октомври 1766) е графиня от Насау-Саарбрюкен и чрез женитба от 1719 г. графиня, от 1742 до 1766 г. княгиня на Щолберг-Гедерн.

## Произход
Тя е дъщеря на граф Лудвиг Крафт фон Насау-Саарбрюкен (1663 – 1713) и съпругата му графиния Филипина Хенриета фон Хоенлое-Лангенбург (1679 – 1751), дъщеря на Хайнрих Фридрих фон Хоенлое-Лангенбург и графиня Юлиана Доротея фон Кастел-Ремлинген. Сестра е на Каролина (1704 – 1774) и Елеанора (1707 – 1769).

## Фамилия
Луиза Хенриета се омъжва на 22 септември 1719 г. в замъка Лоренцен в Насау за граф Фридрих Карл фон Щолберг-Гедерн (1693 – 1767), от 1742 г. княз. Те имат децата:
- Лудвиг Христиан (1720 – 1770), генерал-фелдвахтмайстер на Горнорейнския имперски окръг
- Густав Адолф (1722 – 1757), генерал-майор, убит в битката при Лойтен, женен на 22 октомври 1751 г. за принцеса Елизабет Филипина Клод фон Хорнес (1733 – 1826)

1. Луиза (* 1752; † 1824), ∞ (1772) Чарлз Едуард Стюарт и любовница на Виторио Алфиери
- Христиан Карл (1725 – 1764), наследник на баща си, но умира преди него, имперски генерал-фелдцойгмайстер, женен 1760 г. за графиня Елеанора Ройс-Лобенщайн (1736 – 1782), регентка на Щолберг-Гедерн (1767 – 1782)

1. Карл Хайнрих (* 1761; † 1804), последният княз на Щолберг-Гедерн (1767 – 1804)
2. Луиза (* 1764; † 1834), ∞ (1780) херцог Карл фон Саксония-Майнинген ∞ (1787) херцог Ойген фон Вюртемберг
- Каролина (1732 – 1796), омъжена на 13 април 1761 г. за княз Христиан Албрехт Лудвиг II фон Хоенлое-Лангенбург (1726 – 1789)